# Gotas de chocolate

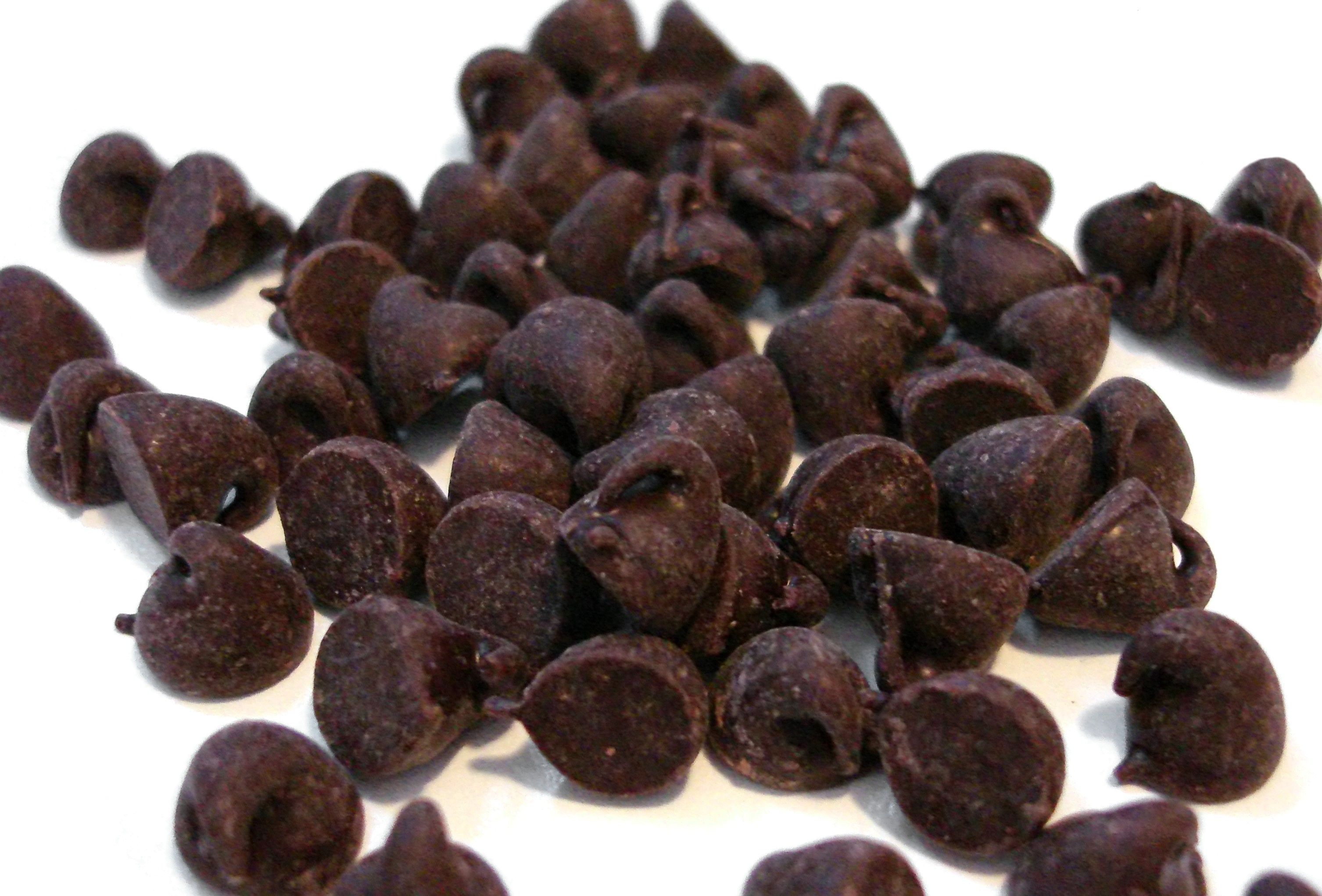
Gotas de chocolate

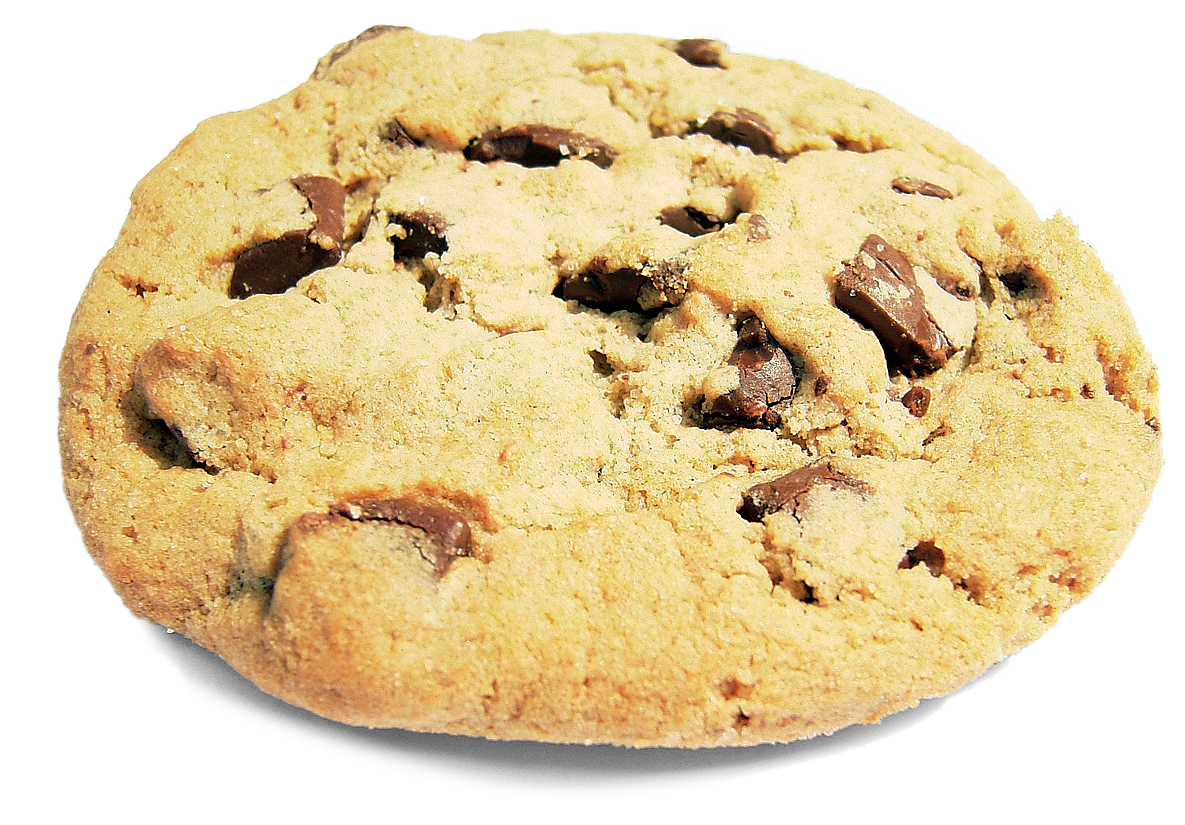
Cookies com gotas de chocolate

Gotas de chocolate (no Brasil) ou pepitas de chocolate (em Portugal) são pequenos pedaços de chocolate. São frequentemente comercializados em formato arredondado com uma base achatada em forma de gotas. Estão disponíveis em diferentes tamanhos, contudo, em geral medem 1 centímetro de diâmetro. São utilizadas frequentemente na produção de guloseimas e pães, como nos cookies e panetones.

## Origem
As gotas de chocolate foram produzidas pela primeira vez em 1937, quando Ruth Graves Wakefield da Toll House Inn, na cidade de Whitman, Massachusetts acrescentou pedaços de chocolate em barra a uma receita de cookie. Os biscoitos foram um enorme sucesso, e Wakefield chegaram a um acordo em 1939 com a Nestlé para adicionar sua receita para a embalagem do chocolate em troca de um suprimento vitalício de chocolate. Inicialmente, a Nestlé incluiu uma pequena ferramenta de cortar com as barras de chocolate. Em 1941, a Nestlé e seus concorrentes começaram a vender o chocolate na forma de gotas (ou "pedaços").